# Veliki Krčimir
Veliki Krčimir (em cirílico: Велики Крчимир) é uma vila da Sérvia localizada no município de Gadžin Han, pertencente ao distrito de Nišava, na região de Zaplanje. A sua população era de 333 habitantes segundo o censo de 2011.

## Demografia
| 1948 | 1953 | 1961 | 1971 | 1981 | 1991 | 2002 | 2011 |
| ---- | ---- | ---- | ---- | ---- | ---- | ---- | ---- |
| 1661 | 1696 | 1594 | 1347 | 1120 | 749  | 466  | 333  |